# Донецька височина
Доне́цька височина́ — височина в межах Харківської (частково), Донецької та Луганської областей України і (частково) Ростовської області Росії.

## Географічне положення
Простягається широкою смугою з північного заходу на південний схід. На півночі та північному сході обмежена долиною річки Сіверський Донець, до якої спадає уступом заввишки 120—150 м (див. Святі гори).
Височина лежить у степовій зоні, подекуди збереглись ділянки широколистових лісів. Річки належать до басейнів Дону, Дніпра й Азовського моря; найбільші річки — Сіверський Донець, Кальміус, Кринка, Міус, Вовча, Самара. Височина дуже порізана річковими долинами, ярами і балками, трапляються осипи, обвали, зсуви, різні карстові форми, різноманітні антропогенні форми — вугільні терикони, відвали, кар'єри. Багата на родовища кам'яного вугілля, руд кольорових металів, будматеріалів тощо.
Природоохоронні території: Провальський степ, Луганський природний заповідник, Донецький кряж (регіональний ландшафтний парк) та інші.
Її протяжність із заходу — північного заходу на схід — південний схід близько 350 км, найбільша ширина — до 150 км. Донецька височина межує з Придніпровською низовиною, Приазовською височиною, Приазовською низовиною і Середньоруською височиною. Середні висоти становлять 175—300 м. На височині виділяються: в південно-східній частині — Донецький кряж — основна частина з гривами, гребенями й останцями; де і знаходиться найвища точка височини — гора Могила Мечетна (367 м). На північному заході — Бахмут-Торецька височина.